# Route nationale 3 (Guadeloupe)
Pour les articles homonymes, voir Route nationale 3.
La route nationale 3, ou RN 3, est une route nationale française en Guadeloupe de 10 km, qui relie la préfecture Basse-Terre à la commune de Saint-Claude. Elle est exploitée par le conseil régional de la Guadeloupe depuis son déclassement en 2005.

## Tracé
- Basse-Terre, connectée à la RN 1 et la RN 2
- Saint-Claude
- Matouba (commune de Saint-Claude)

## Historique
La route a été créée en 1951 afin de relier Basse-Terre à Saint-Claude et Matouba. Elle est alors connue sous le nom de la route de Basse-Terre à Matouba.
À la suite du décret du 5 décembre 2005 relatif au transfert de routes nationales aux départements, sa gestion est confiée à la région Guadeloupe via sa structure Routes de Guadeloupe.

## Sites desservis ou traversés
- Basse-Terre : Fort Delgrès, Cathédrale Notre-Dame-de-Guadeloupe
- Saint-Claude : Soufrière, saut de Matouba